# Жанабет (Теренкольский район)
Жанабет (каз. Жаңабет) — село в Теренкольском районе Павлодарской области Казахстана. Расположено в 147 км к северо-западу от областного центра — Павлодара и в 40 км к северо-западу от районного центра — села Теренколь. Административный центр Бобровского сельского округа. Код КАТО — 554839100.

## История
Решением Павлодарского облисполкома от 23 июня 1954 года № 291/16 аул Шестой Бобровского сельсовета Максимо-Горьковского района переименован в Жанабет.
В 1954 году Жанабет стал центральной усадьбой целинного молочного совхоза «Бобровский», созданного из частей земель совхозов «Октябрьский» и «Береговой», а также госземфонда.

## Население
В 1985 году в селе проживало 1801 человек. В 1999 году население села составляло 1488 человек (713 мужчин и 775 женщин). По данным переписи 2009 года, в селе проживало 959 человек (462 мужчины и 497 женщин).